# Mirjam Weichselbraun

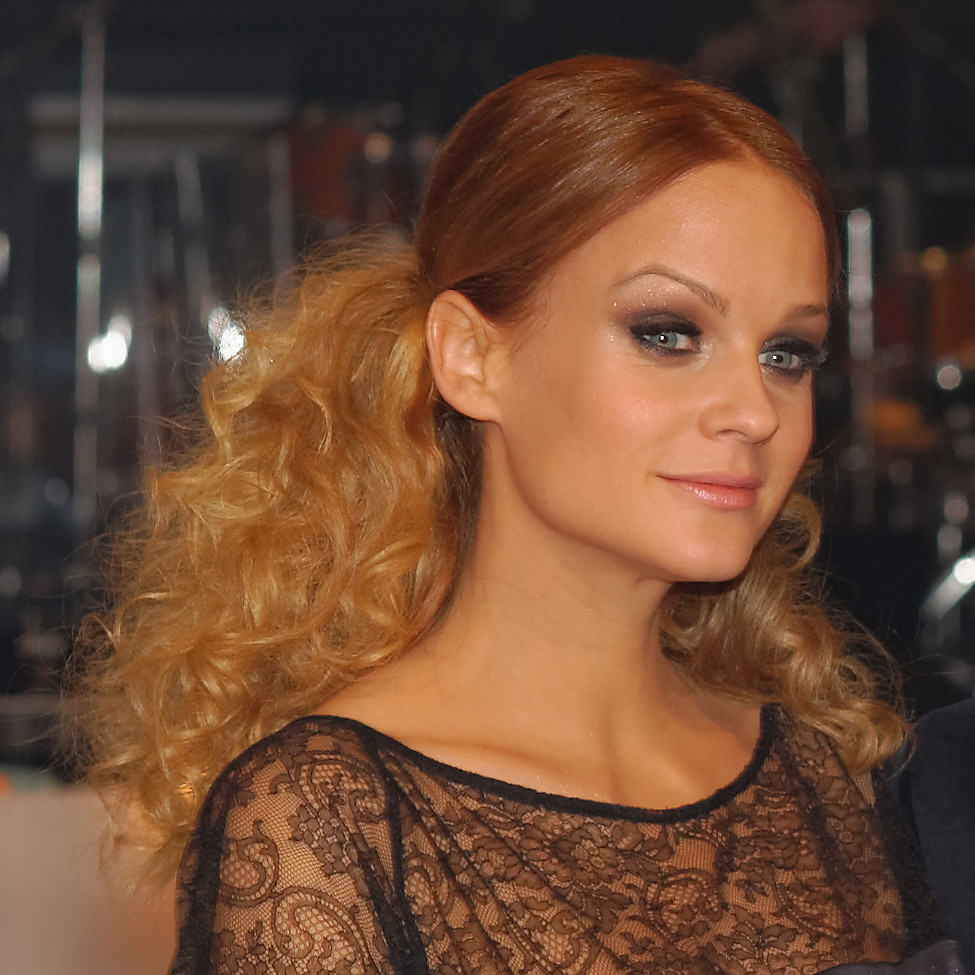
Mirjam Weichselbraun

Mirjam Weichselbraun, född 27 september 1981 i Innsbruck, är en österrikisk programledare och skådespelare. Hon var, tillsammans med Arabella Kiesbauer och Alice Tumler, programledare för Eurovision Song Contest 2015 i Wien som sändes den 19, 21 och 23 maj 2015.
Sedan 2013 lever Weichselbraun med Ben Mawson, Lana Del Reys manager. Tillsammans har de en dotter. Hon har även haft relationer med sångaren Marque och Jahn Hahn.